# 황경아
황경아(黃敬兒, 1968년 1월 19일 ~ )는 대한민국의 정치인이다. 제9대 대전광역시의원이다.

## 학력
- 대전대학교 경영행정·사회복지대학원 공공정책학과 수료

## 경력
- (사)대전광역시장애인단체 총연합회장
- (사)한국장애인단체총연맹 공동대표
- (사)대전광역시척수장애인협회 회장
- 2022년 7월 1일 ~ : 제9대 대전광역시의회 의원
  - 2024년 7월 ~: 제9대 대전광역시의회 후반기 부의장

## 역대 선거 결과
|  | 26.42% |

|  | 52.69% |